# Ryback
Ryback Allen Reeves (nacido el 10 de noviembre de 1981) es un ex-luchador profesional y youtuber estadounidense que trabaja bajo el nombre Ryback. Es también conocido por su paso en WWE. 
Antes de entrar a luchar, Reeves estuvo en el programa WWE Tough Enough, y estuvo como uno de los ocho finalistas. Después, fue mandado a los territorios de desarrollo como Deep South Wrestling, Florida Championship Wrestling y Ohio Valley Wrestling desde el año 2005 hasta el año 2007. También formó parte de la Primera temporada de NXT en el 2010 donde quedó en sexto lugar.

## Biografía
Nació como Ryan Allen Reeves en Las Vegas (Nevada) el 10 de noviembre de 1981. Comenzó a ver lucha libre profesional a la edad de ocho años y fue campanero invitado en un evento mundial en vivo de la World Wrestling Federation (WWF, más tarde WWE) a la edad de 13 años. Queriendo convertirse en un luchador profesional, Reeves comenzó a levantar pesas a los 12 años y fue apodado "Silverback" cuando era adolescente después de que un amigo bromeara diciendo que se parecía a un gorila, y luego adoptó parte de él como su nombre. 
Reeves también destacó en otros deportes como el béisbol y fútbol americano mientras asistía a Western High School y Palo Verde High School. También jugó béisbol durante su primer año en el Community College of Southern Nevada, pero se rompió la pierna y se perdió dos temporadas. Asistió a la Universidad de Nevada, Las Vegas, ingresando a su programa de gestión de acondicionamiento físico.

## Carrera

### World Wrestling Entertainment / WWE (2008-2016)

#### Territorio de desarrollo (2008–2009)

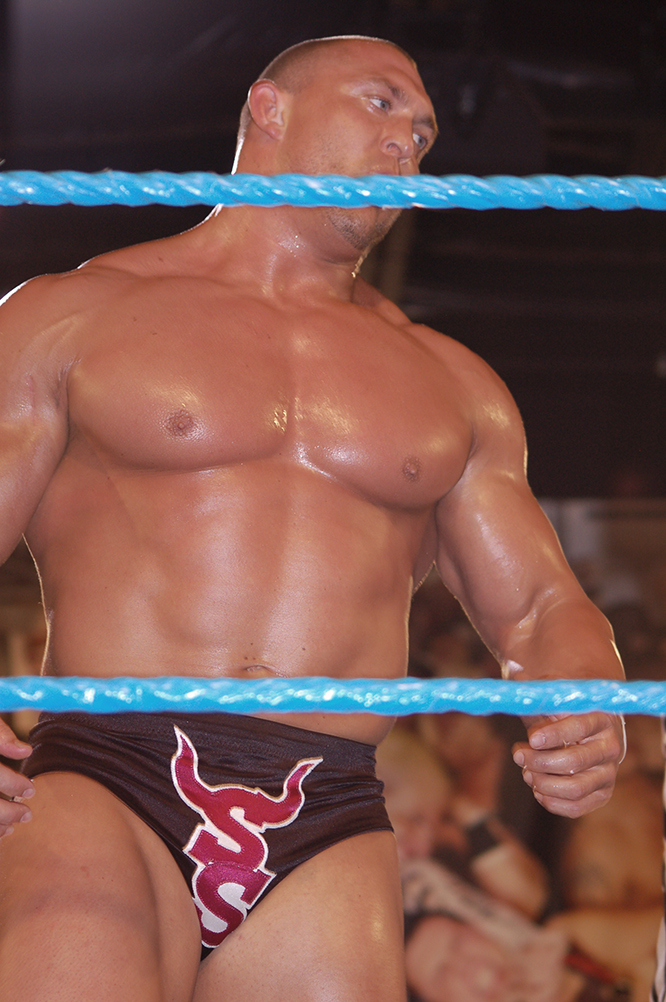
Reeves haciendo su entrada en FCW.

Reeves debutó en Ohio Valley Wrestling como Ryback, un gimmick basado en Terminator, vistiendo siempre con ropa de cuero y gafas de sol y adoptando diversos gestos del personaje. Ganó el Campeonato de Peso Pesado de la OVW derrotando a Anthony Bravado. Después de perder el título, fue reasigando con un contrato de desarrollo a la WWE. Para explicar su ausencia, Ryback perdió un Loser Leaves OVW Match contra Bravado.
El 16 de diciembre de 2008, Reeves debutó en Florida Championship Wrestling bajo el nombre de Ryback, perdiendo una lucha en parejas con John Cutler contra Kris Logan y Taylor Rotunda. Ryback después formó equipo con Sheamus y no pudieron ganar los Campeonatos en Pareja de la FCW en varias ocasiones. El 25 de octubre, Ryback cambió su nombre por el de Skip Sheffield, y cambió su gimmick, por uno de vaquero, derrotando así a Jimmy Uso en una lucha.

#### 2010–2011

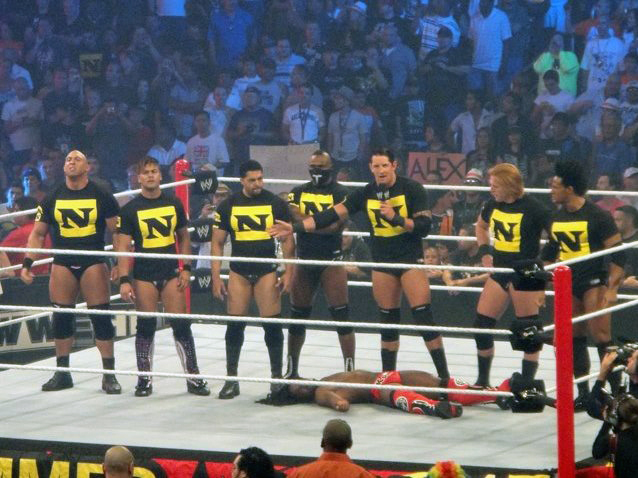
Reeves (primero de la izquierda) como miembro de The Nexus en SummerSlam en 2010

El 16 de febrero de 2010, durante el último episodio de ECW, Sheffield fue anunciado como uno de los participantes de la primera temporada de NXT. La semana siguiente, en el primer episodio de NXT, se confirmó oficialmente que William Regal sería su mentor, reemplazando a Montel Vontavious Porter (MVP). Sheffield hizo su debut como face haciendo equipo con Regal perdiendo contra Matt Hardy y Justin Gabriel. El 27 de abril, en el episodio de NXT, Sheffield obtuvo su primera victoria al derrotar a Daniel Bryan. Sin embargo, el 11 de mayo fue eliminado de la competición por quedar de sexto lugar, junto con Daniel Bryan y Michael Tarver. Luego de ser eliminado, prometió volver a la WWE en un futuro.
El 7 de junio, durante la edición de RAW Viewer's Choice, Sheffield junto con los otros miembros de la primera temporada de NXT, interfirieron la lucha entre John Cena contra CM Punk, atacando a ambos y destruyendo todo a su alrededor cambiando a heel. El 14 de junio, en RAW atacaron de nuevo, pero esta vez al Gerente General Bret Hart, luego de esto, exigieron contratos con la empresa, pero Hart les negó. En la semana siguiente, Vince McMahon despidió a Bret Hart, relevándolo de su cargo y asignando a un Gerente General Anónimo, quien le dio contratos a los miembros de la NXT. Después de esto, el grupo se llamó oficialmente como The Nexus. El 12 de julio en RAW, The Nexus, sin Darren Young (inactivo por lesión de Kayfabe que le produjo John Cena la semana pasada), lo derrotaron en una lucha en desventaja de seis contra uno. La rivalidad contra John Cena continuó hasta SummerSlam, donde el Team WWE derrotó a The Nexus. Durante la lucha, Sheffield eliminó a John Morrison y a R-Truth, pero fue eliminado por Edge. El 18 de agosto, durante un house show en Honolulu, Hawái, Sheffield hizo equipo con David Otunga para derrotar a The Hart Dynasty (David Hart Smith y Tyson Kidd).
Después del house show, Sheffield se fracturó gravemente el tobillo por lo que tuvo que ser sometido a una cirugía extensa, alejándolo de la acción por más de un año y realizándose 3 cirugías.
Después de haber estado por más de un año inactivo, Reeves regresó a la acción con el nombre de Ryback el 3 de diciembre del 2011, en un house show de Raw, derrotando a Alex Riley en una lucha. El 5 de diciembre, apareció en un Dark Match de Raw, donde participó de un 41-Man Battle Royal, lucha la cual ganó Randy Orton.

#### 2012

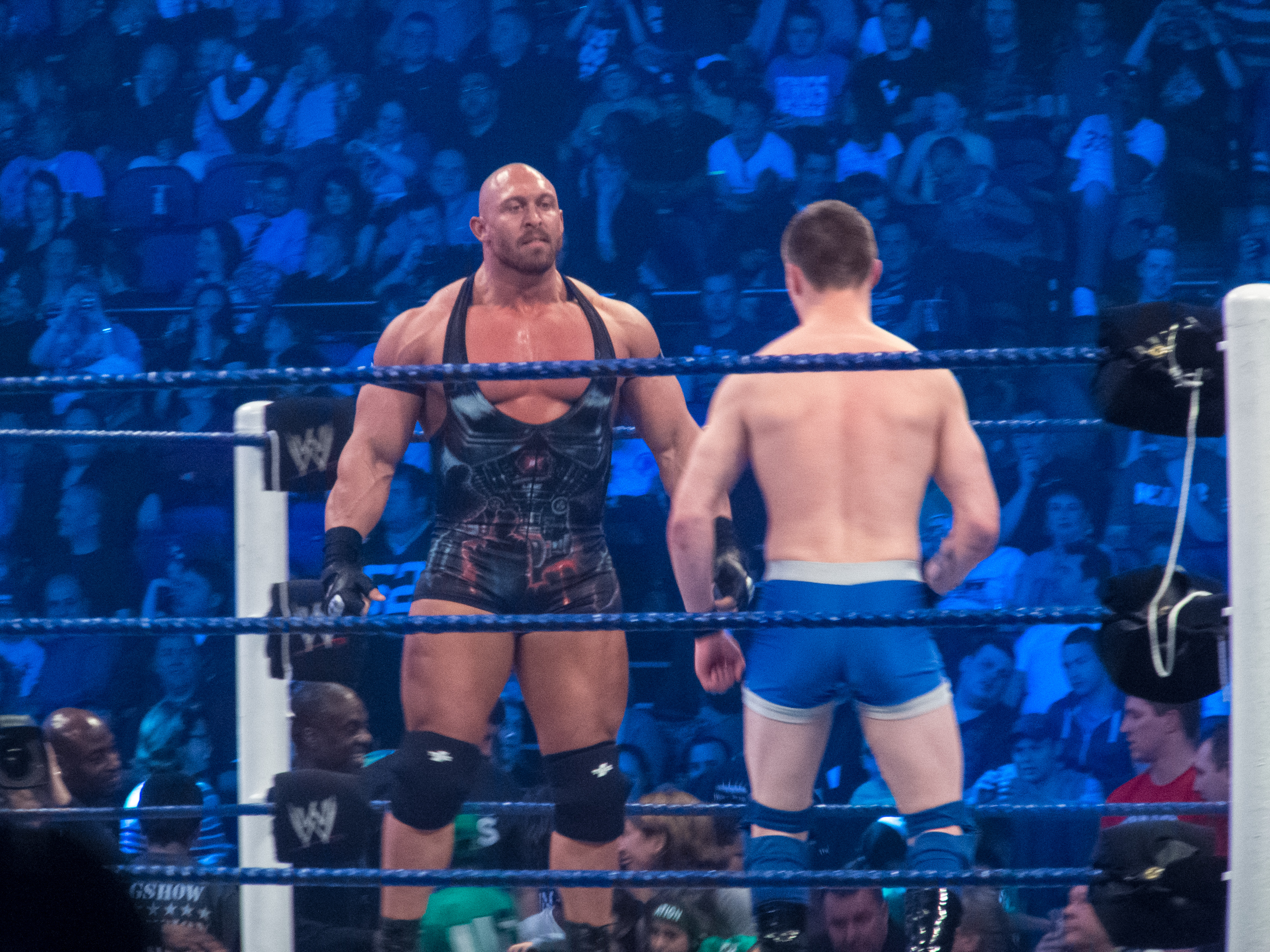
Ryback enfrentando al jobber Danny Lerman en SmackDown en 2012.

El 6 de abril en SmackDown hizo su regreso a televisión, derrotando a un luchador local de Miami llamado Berry Stevens y luchó bajo el nombre de Ryback, teniendo muchos ataques de estilo powerhouse. Las siguientes semanas en SmackDown continuó derrotando a más jobbers, incluso derrotando a otros 2 talentos locales en un Handicap Match en Extreme Rules y a Camacho en Over the Limit. En No Way Out de nuevo derrotó a otros dos talentos locales. En Money in the Bank derrotó a Curt Hawkins y Tyler Reks en una lucha en desventaja. Durante varias semanas continuó derrotando con clara superioridad a talentos locales y estrellas de la WWE, hasta que finalmente comenzó a involucrarse en los asuntos de CM Punk encarándolo por semanas, hasta que finalmente fue nombrado el retador número uno por el Campeonato de la WWE. Finalmente en Hell in a Cell, fue derrotado por Punk después de que el árbitro Brad Maddox le aplicara un "Low Blow" a Ryback y, permitiéndole a Punk retener el campeonato.
El 12 de noviembre en Raw se enfrentó al árbitro Brad Maddox en un combate donde si Maddox ganaba, recibiría un contrato de un millón de dólares, pero Ryback se llevó la victoria,. En Survivor Series tuvo una nueva oportunidad por el título de la WWE contra CM Punk y John Cena, pero no logró ganar tras ser atacado por el debutante stable The Shield, que estaba conformado por Seth Rollins, Dean Ambrose y Roman Reigns, iniciando un feudo con ellos. El 26 de noviembre, después de derrotar a Titus O'Neil, le fue dada otra oportunidad titular en TLC. Esa misma noche, salvó a Team Hell No (Kane & Daniel Bryan) de un ataque de The Shield. Sin embargo, el 3 de diciembre, atacó a CM Punk, aplicándole una "Powerbomb" contra una mesa, lo que le causó una lesión en la rodilla a Punk. Al día siguiente, Mr. McMahon anunció que su combate titular contra CM Punk quedaba cancelado, y que a cambio, se enfrentaría junto a Team Hell No contra The Shield en un TLC Match. Sin embargo, su equipo fue derrotado después de que le aplicaran una «Powerbomb» a Daniel Bryan sobre una mesa.

#### 2013

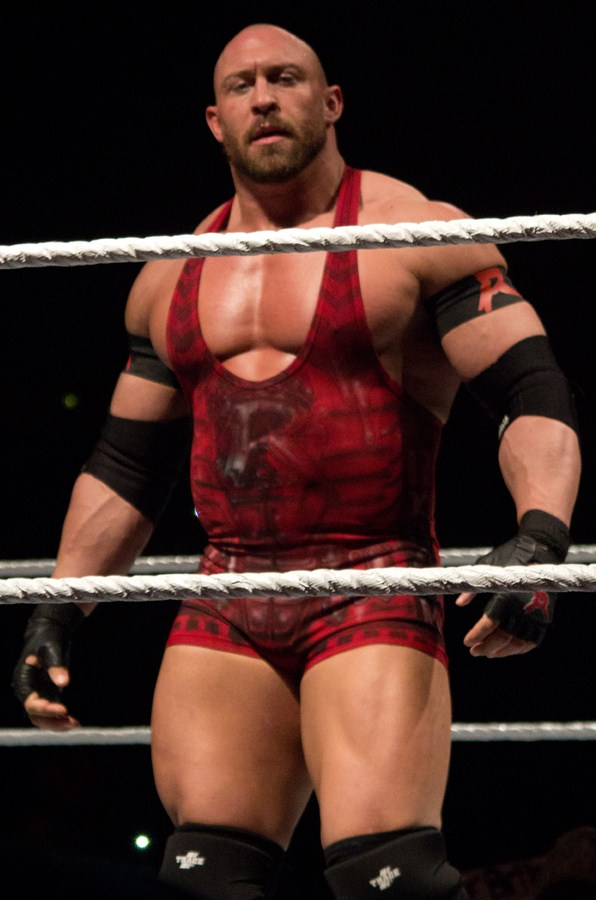
Ryback en enero de 2013.

Ryback obtuvo su lucha por el Campeonato de WWE contra CM Punk en un TLC Match el 7 de enero en Raw pero perdió debido a la interferencia de The Shield. Participó en el Royal Rumble entrando en el número 30 y eliminando a Damien Sandow, Sin Cara, The Miz, Randy Orton y Sheamus y siendo uno de los dos finalistas, pero fue eliminado en último lugar por John Cena. En Elimination Chamber formó equipo con John Cena y Sheamus enfrentando a The Shield, pero fueron derrotados, la noche siguiente en Raw de nuevo enfrentó a The Shield junto a Sheamus y Chris Jericho, saliendo de nuevo derrotados. Luego de unas semanas, Ryback formó una alianza con Sheamus y Randy Orton para enfrentarse a The Shield en WrestleMania 29, pero durante el transcurso de estas semanas comenzó un feudo con Mark Henry, permitiendo que Big Show lo reemplace en el 6-Man Tag Team Match. En WrestleMania 29 fue derrotado por Henry luego de que Henry le cayera encima cuando Ryback intentaba una "Shell Shocked".
La noche siguiente en Raw, Ryback defendió a John Cena de un ataque de Mark Henry, pero después también atacó a Cena y tras esto levantó el Campeonato de WWE en señal de advertencia. En la siguiente semana en Raw dejó indefenso a John Cena durante un ataque por parte de The Shield cambiando a heel, empezando un feudo con Cena. En Extreme Rules, Ryback se enfrentó a Cena por el Campeonato de WWE en un Last Man Standing Match, empatando ambos después de que ninguno de ellos se levantase antes de la cuenta de 10 luego de que Ryback ejecutase un "Spinebuster" contra la escenografía reteniendo así Cena el título. Tras esto se convirtió en un sádico Monster Heel. Durante las siguientes semanas, Ryback reclamó una revancha contra Cena Y Cena perdió llamándole una ambulancia. Finalmente se le concedió una revancha por el Campeonato de WWE contra Cena en Payback, decretándose para el combate un Three Stages of Hell Match consistente en un Lumberjack Match, un Tables Match y, de ser necesario en tercer lugar, un "Ambulance Match". Sin embargo, a pesar de vencer a Cena en la primera caída, fue derrotado en las dos siguientes, perdiendo el combate. Luego fue pactada una lucha entre él y Chris Jericho en Money in the Bank. En la semana siguiente sufrió una lesión en su pierna y tras la lucha Jericho se burló de él, llamándolo Cryback (Un juego de palabras uniendo las palabras Cry, llorar y su nombre) para después atacarlo. En el evento, Ryback ganó el combate al cubrir a Jericho con un Roll-Up. 
Durante las siguientes semanas, Reeves desarrolló un gimmick de matón, empezando a acosar y pegar a otros trabajadores de la WWE. En Night Of Champions, interfirió en el combate entre CM Punk y Paul Heyman, ayudando al segundo a ganar la pelea después de atacar a Punk. Debido a esto, se ofreció a ser el guardaespaldas de Paul, adoptándole como un Paul Heyman Guy, involucrándose en el pleito contra Punk. Ryback y Punk se enfrentaron tres semanas después, en Battleground, donde Punk ganó después de aplicarle un Low Blow. Tras eso, se pactó un combate entre ambos para Hell in a Cell. Sin embargo, Punk cambió la estipulación el 16 de octubre a un Hell in a Cell match de él contra Ryback y Heyman. En el evento, Ryback perdió limpiamente después de un GTS. Al día siguiente, fue derrotado por Punk en un Street Fight match, por lo que Heyman dejó de ser su mánager. En Survivor Series, Ryback lanzó un reto abierto a cualquier luchador, respondiendo Mark Henry, quien regresaba de una lesión. Ryback perdió después de un "World's Strongest Slam". Luego de esto comenzó a hacer equipo con Curtis Axel, colectivamente denominados RybAxel, derrotando en la edición del 6 de diciembre de SmackDown a los Campeones en Parejas de la WWE Cody Rhodes & Goldust. Tras esto se pactó un combate en TLC: Tables, Ladders & Chairs entre Cody Rhodes & Goldust, The Real Americans (Antonio Cesaro y Jack Swagger) y Big Show & Rey Misterio en un Fatal 4-Way Tag Team Elimination Match, pero no lograron ganar siendo los primeros eliminados.

#### 2014

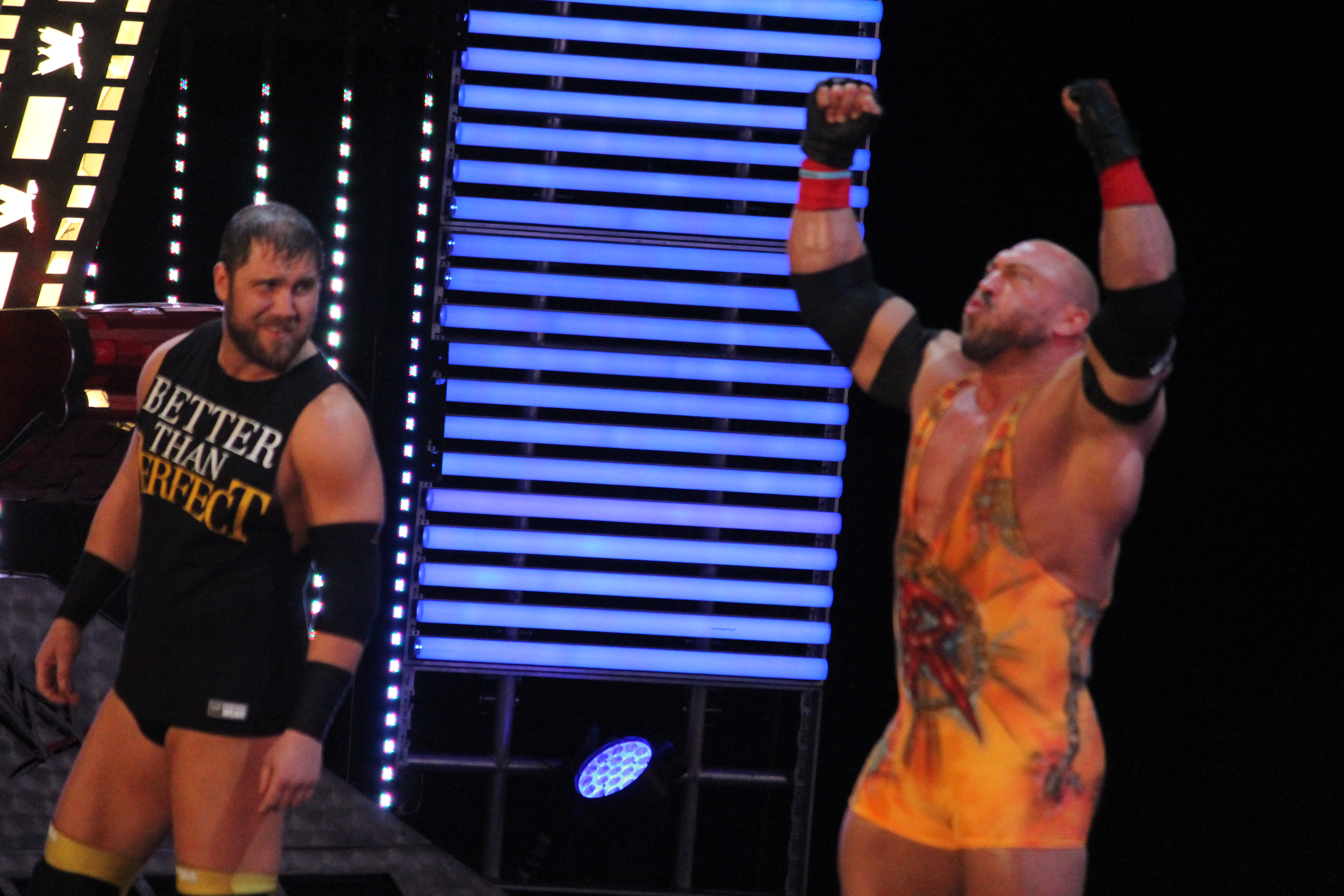
Curtis Axel (izq.) y Ryback en abril de 2014.

Participó en la Royal Rumble saliendo con el número 26 pero no logró ganar siendo eliminado por Batista. En el Kickoff de Elimination Chamber fueron derrotados por Cody Rhodes & Goldust. El 21 de marzo en SmackDown, Ryback y Curtis Axel junto con otros equipos atacaron a The Shield y como recompensa Kane les dio una oportunidad por los Campeonatos en Parejas de la WWE en WrestleMania XXX. El 6 de abril en WrestleMania XXX tuvieron su oportunidad pero fueron derrotados por los campeones The Usos en un Fatal 4-Way Tag Team Elimination Match, que también incluyó a Los Matadores y a The Real Americans. En el episodio del 14 de abril de RAW, Ryback y Axel junto con nueve otras superestrellas atacaron nuevamente a The Shield bajo las órdenes de Triple H. Después de que RybAxel comenzó una racha ganadora, ganaron otra oportunidad por los títulos en parejas en el episodio del 28 de abril de RAW, pero nuevamente fueron derrotados por The Usos. El 2 de mayo se enfrentó a Alberto Del Rio, Curtis Axel y Dean Ambrose por el Campeonato de los Estados Unidos, pero la lucha fue ganda por este último. A mediados de mayo RybAxel comenzó una rivalidad con Cody Rhodes & Goldust. En Payback, derrotaron a Cody Rhodes & Goldust. Los dos equipos se enfrentaron una vez más en Money in the Bank, pero esta vez Cody Rhodes utilizó un alter ego, Stardust. RybAxel perdió la lucha.
En Battleground participó en la Battle Royal por el Campeonato Intercontinental eliminando a R-Truth, Curtis Axel y Diego, pero fue eliminado por Sheamus. En el siguiente RAW RybAxel derrotó a Big E y Kofi Kingston. En el episodio del 28 de julio de RAW, RybAxel hizo equipo con The Miz perdiendo contra The Usos y Dolph Ziggler. El 26 de agosto, Ryback se sometió a una cirugía, disolviéndose RybAxel. El 28 de octubre reapareció como face y realizando sus antiguos gestos, derrotando a Bo Dallas en RAW. En el episodio del 10 de noviembre de RAW, Ryback pareció unirse al equipo de The Authority para Survivor Series, pero atacó a sus supuestos compañeros Seth Rollins, Kane, Rusev y Mark Henry al final de la noche. El 19 de noviembre dio la sorpresa al unirse al Team Cena (John Cena, Dolph Ziggler, Erick Rowan y Big Show) de cara a Survivor Series donde derrotaron al Team Authority (Seth Rollins, Kane, Rusev, Luke Harper y Mark Henry). Desde ese momento inició un feudo con Kane con quien lucharía el 14 de diciembre en TLC: Tables, Ladders & Chairs en un Chairs Match, donde resultaría ganador. Al día siguiente en el episodio del 15 de diciembre de "RAW" , interrumpió una entrevista de Chris Jericho a Rusev, iniciando un feudo con este último.

#### 2015

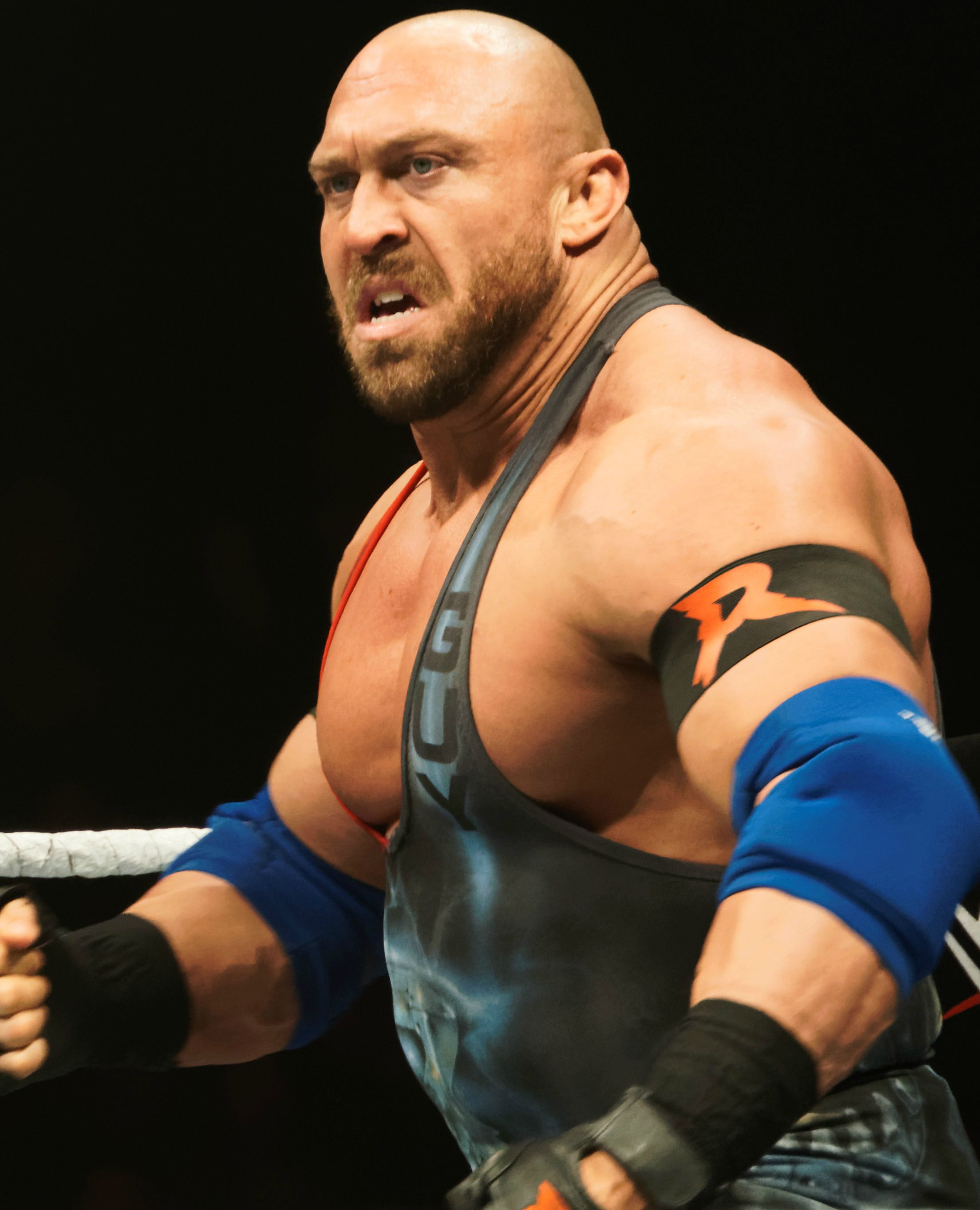
Ryback en abril de 2015.

El 5 de enero al finalizar el evento de Raw fue despedido por The Authority junto a Dolph Ziggler y Erick Rowan como castigo por unirse a Team Cena en Survivor Series (kayfabe). En la edición de Raw del 19 de enero del John Cena con ayuda de Sting derrotó a Seth Rollins, Big Show y Kane en una Handicap Match en la que si Cena ganaba Ryback, Dolph Ziggler y Erick Rowan recuperarían su empleo. Hizo su regresó el 22 de enero en SmackDown y esa misma noche derrotó a Rusev por count-out logrando así retener un lugar en el Royal Rumble. En Royal Rumble entró como número 23, pero fue eliminado por Kane y Big Show. En Fastlane luchó junto a Rowan y Ziggler ante Kane, Big Show y Seth Rollins, saliendo derrotados. Tuvieron su revancha 26 de febrero en SmackDown esta vez saliendo victoriosos después de un Shell Shocked de Ryback a Rollins. En WrestleMania 31 participó en la Battle Royal en memoria de Andre the Giant pero fue eliminado por Big Show. El 6 de abril en Raw participó en un Triple Threat Match por una oportunidad al Campeonato Mundial Peso Pesado de la WWE en Extreme Rules contra Roman Reigns y Randy Orton, siendo este último el ganador.  En el RAW del 27 de abril, derrotó a Bo Dallas pero luego apareció Bray Wyatt y le aplicó un Sister Abigail empezando ambos un feudo. El 30 de abril en SmackDown derrotó a Luke Harper, pero nuevamente fue atacado por Bray Wyatt. El 3 de mayo en Raw, Ryback retó a Wyatt a un combate en Payback, pero fue derrotado en el evento.
En Elimination Chamber derrotó a Dolph Ziggler, King Barrett, Sheamus, R-Truth y Mark Henry en un Elimination Chamber Match, logrando ganar el Campeonato Intercontinental, siendo este su primer título en la empresa. La noche siguiente en Raw, iba a defender su título ante The Miz, sin embargo la lucha no se dio debido a que Big Show llegó y atacó a The Miz y amenazó a Ryback con quitarle el campeonato, empezando un feudo entre los tres. En Money in the Bank defendió por primera vez su título ante Big Show, perdiendo la lucha por descalificación debido a que The Miz, que estaba en la mesa de comentaristas, atacó a Show con un micrófono, haciendo que Ryback retuviera el título. En Battleground Ryback debió defender el Campeonato Intercontinental ante Big Show y The Miz en un Triple Threat Match, sin embargo no pudo defender el título tras sufrir una lesión en la rodilla una semana antes del evento. Tras esto la lucha se pospuso para SummerSlam, logrando Ryback retener el campeonato. El 31 de agosto en Raw volvió a retener el título ante Show. El 7 de septiembre derrotó al Campeón Mundial Peso Pesado de la WWE Seth Rollins gracias a una distracción de Sting. El 10 de septiembre en Smackdown volvió a enfrentarse a Rollins en un Lumberjack Match, siendo derrotado debido a una interferencia de Kevin Owens, empezando un feudo con este último. El 20 de septiembre en Night of Champions perdió el Campeonato Intercontinental ante Owens y en Hell in a Cell, fue nuevamente derrotado por Owens. En Survivor Series, Ryback fue parte del Traditional Survivor Series Elimination Tag Team Match, formando equipo con The Usos y The Lucha Dragons contra The New Day, Sheamus y King Barrett, lucha que su equipo salió victorioso. Posteriormente a eso, Ryback tendría un breve feudo contra Rusev por lo que en TLC, Ryback fue derrotado por Rusev.

#### 2016
En Royal Rumble 2016, Ryback entró como el #9, pero fue eliminado por The Big Show. A partir de los siguientes episodios de Raw y SmackDown, Ryback nuevamente establece un feudo con The Wyatt Family (Bray Wyatt, Luke Harper, Erick Rowan & Braun Strowman) en compañía de The Big Show y Kane donde se derivó a una lucha de equipos en Fastlane, en donde Ryback, Show y Kane vencieron a Strowman, Harper y Rowan. El 22 de febrero en Raw, cambió a heel luego de que abandonara a Kane y a The Big Show en su lucha contra The Wyatt Family. Luego de realizar esta acción, empezó a presentarse con una nueva imagen, comenzó a derrotar a miembros de Social Outcasts y a Sin Cara de Lucha Dragons, y finalmente, retando a Kalisto por un combate en Wrestlemania 32 por el Campeonato de los Estados Unidos, donde fue derrotado por Kalisto en el kick-off. El 21 de abril en SmackDown, venció a Kalisto aunque en el Campeonato de los Estados Unidos de este último no estaba en juego. En Payback, fue derrotado por Kalisto por dicho título y terminando su rivalidad.
Al día siguiente en Raw, se supo que Ryback estaría fuera de WWE por tiempo indefinido ya que, tendría problemas con su contrato. No fue que, hasta que el 8 de agosto en WWE.com, se anunció la salida de Ryback de la empresa.

### Circuito Independiente (2016-2018)
Inmediatamente después de anunciar su salida de la WWE, Reeves anunció a través de su Instagram que iba a participar en el Circuito Independiente. Se anunció que Reeves lucharía en Rumble en Rockland para Northeast Wrestling el 25 de agosto, su primera aparición de no-WWE. También apareció el 27 de agosto para la Northeast Wrestling en la Wrestling Under las Stars 5. En WrestlePro, ganó los títulos de pareja de la WrestlePro con Pat Buck en el WrestlePro en Nueva York.
Al principio del 2018 anunció su retiro temporal.
Antes de Survivor Series del año 2023, Ryback manifiesta que si CM Punk llegaba a WWE, este se retirará por lo que ante la inminente llegada, Ryback se retiró en el instante.

## Polémicas

### Conflicto legal con WWE
El día 11 de mayo de 2019, Reeves reveló en su cuenta de Twitter que WWE le solicita que dejara de usar los nombres de "Ryback", "The Big Guy", y "Feed me more", ya que según la propia empresa son marcas legales de ellos. Reeves ha sido una persona que no ha tenido problema en decir lo que sucede al interior de WWE mientras él estuvo ahí, al igual que otros luchadores que se fueron de la empresa, como fue el caso de CM Punk o Jack Swagger.

## Campeonatos y logros
- Heroes and Legends Wrestling
  - HLW Championship (1 vez)

- Ohio Valley Wrestling
  - OVW Heavyweight Championship (1 vez)[45]

- World Wrestling Entertainment
  - WWE Intercontinental Championship (1 vez)
  - Elimination Chamber (2015)
  - Slammy Award (5 veces)
    - Crowd Chant of the Year (2012) Feed Me More!
    - Match of the Year (2014) – Team Cena vs. Team Authority at Survivor Series
    - Newcomer of the Year (2012)
    - Shocker of the Year (2010)[46] The debut of The Nexus
    - Trending Now (2012) #FeedMeMore

- Pro Wrestling Illustrated
  - PWI Luchador que Más ha Mejorado – 2012
  - Situado en el Nº335 en los PWI 500 de 2006[47]
  - Situado en el Nº488 en los PWI 500 de 2009.
  - Situado en el Nº218 en los PWI 500 de 2010[48]
  - Situado en el Nº111 en los PWI 500 de 2012.

- Wrestling Observer Newsletter
  - WON Most Overrated – 2012

- WrestlePro
  - WP Tag Team Championship (1 vez) – con Pat Buck